# أبيمديون عديد الأسدية
أبيمديون عديد الأسدية (الاسم العلمي: Epimedium myrianthum) هو نوع من النباتات يتبع جنس الأبيمديون من الفصيلة البرباريسية.